# Listă de scurtmetraje și proiecte abandonate cu zombi
Un zombi este o creatură fictivă care apare în cărți și în cultura populară de obicei ca un mort reînviat sau un om fără gândire.
Povestirile cu zombi își au originea în sistemul spiritual de credințe afro-caraibian (din Haiti) Voodoo, care spune că unii oameni devin controlați de către un vrăjitor puternic, devenind astfel supușii lui. 
Zombii au devenit personaje populare în cărțile și în filmele moderne, mai ales datorită succesului din 1968 al filmului lui George A. Romero numit Noaptea morților vii.
Aceasta este o de scurtmetraje, seriale TV și proiecte abandonate cu zombi:

## Scurtmetraje
| Titlu                                                        | Regizor                                    | An   | Note | Ref.                               |
| ------------------------------------------------------------ | ------------------------------------------ | ---- | --- | ---------------------------------- |
| 2 Hours                                                      | Michael Ballif                             | 2012 | | [ 2 ] [ 3 ]                        |
| The ABCs of Death, segmentul "W is for WTF?"                 | Jon Schnepp                                | 2012 | | [ 4 ]                              |
| Aces & Eights                                                | Matt Allen                                 | 2008 | zombie | [ 5 ] [ 6 ] [ 7 ]                  |
| Afternoon of the Rat-Faced Zombies (sau 28 Beers Later)      | Vinson Pike                                | 2012 | zombie | [ 8 ] [ 9 ] [ 10 ]                 |
| Alice Jacobs Is Dead                                         | Alex Horwitz                               | 2009 | zombie | [ 5 ] [ 11 ]                       |
| All of the Dead                                              | Tony Mines & Tim Drage                     | 2000 | Lego-zombie | [ 5 ] [ 12 ] [ 13 ]                |
| Best Friends                                                 | Ruwan Heggelman                            | 2016 | Scurtmetraj de comedie zombi | [ 14 ]                             |
| Boot Hill Blind Dead                                         | Chris Mackey & Alana Smithe                | 2003 | zombie | [ 15 ] [ 16 ]                      |
| Bubba's Chili Parlor                                         | Joey Evans                                 | 2005 | zombie | [ 17 ] [ 18 ] [ 19 ]               |
| The Dead Have Risen                                          | Mitch Csanadi                              | 2006 | zombie | [ 20 ] [ 21 ]                      |
| Dead Things, segmentul "The Wish"                            | D.T. Carney                                | 2005 | poveste scurtă în film de antologie |                                    |
| Dinner Party of the Damned                                   | Brian Wimer                                | 2008 | zombie | [ 22 ]                             |
| Dong of the Dead                                             | Joanna Angel                               | 2009 | Film pornografic parodie bazată pe fimele cu zombi | [ 23 ] [ 24 ]                      |
| Gay By Dawn                                                  | Jonathan London                            | 2004 | zombi |                                    |
| Goregoyles: First Cut, segmentul "Berserkers"                | Kevin J. Lindenmuth                        | 2003 | second short film in direct-to-video Goregoyles volume 1 series | [ 25 ] [ 26 ]                      |
| Heavy Metal, segment "B-17"                                  | Gerald Potterton                           | 1981 | scurtă poveste în film de lung metraj de antologie |                                    |
| Hood of Horror (Gang of Horror, Snoop Dogg's Hood of Horror) | Stacy Title                                | 2006 | a treia scurtă poveste în film de lung metraj de antologie | [ 27 ]                             |
| I Love Sarah Jane                                            | Spencer Susser                             | 2008 | scurtmetraj |                                    |
| Fist of Jesus                                                | David Muñoz, Adrián Cardona                | 2012 | scurtmetraj spaniol | [ 28 ]                             |
| I'll See You in My Dreams                                    | Miguel Ángel Vivas                         | 2003 | short film | [ 29 ]                             |
| The Living Dead Chronicles                                   | Webby                                      | 2008 | zombi | [ 30 ]                             |
| Living Dead Girl                                             | Jon Springer                               | 2003 | zombi | [ 31 ] [ 32 ] [ 33 ] [ 34 ]        |
| Living Dead Lock Up 3: Siege of the Dead                     | Mario Xavier                               | 2008 | continuare a Living Dead Lock Up 2 | [ 35 ] [ 36 ]                      |
| The Lost Tape: Andy's Terrifying Last Days Revealed          | Zack Snyder                                | 2004 | Mockumentar scurt și în plus la Dawn of the Dead (2004) | [ 37 ] [ 38 ] [ 39 ] [ 40 ]        |
| M is for Macho                                               | José Pedro Lopes                           | 2013 | zombie | [ 41 ]                             |
| Maybe....                                                    | Christopher Kahler                         | 2008 | zombie | [ 42 ]                             |
| Misery Bear - Dawn of the Ted                                | --                                         | 2010 | Scurtmetraj zombie de animatie cu ursuleț de pluș | [ 43 ]                             |
| Mulva: Zombie Ass Kicker!                                    | Chris Seaver                               | 2001 | | [ 35 ] [ 44 ]                      |
| Night of the Living Bread                                    | Kevin S. O'Brien                           | 1990 | Comedic parody of Night of the Living Dead (1968) | [ 45 ] [ 46 ]                      |
| Night of the Living Carrots                                  | Robert Porter                              | 2011 | Comedic parody of Night of the Living Dead (1968) | [ 47 ] [ 48 ] [ 49 ] [ 50 ] [ 51 ] |
| Night of the Living Jews                                     | Oliver Noble                               | 2008 | Comedic parody of Night of the Living Dead (1968) | [ 52 ] [ 53 ] [ 54 ] [ 55 ]        |
| Night of the Not So Living Dead Guy                          | Michael Kesler                             | 2002 | Comedic parody of Night of the Living Dead (1968) | [ 56 ]                             |
| The Night Shift                                              | Thomas Smith                               | 2009 | "Trigger" is a name of a female demon-zombie. Featured movie based on this short is The Night Shift (2011).                                                                                   | [ 57 ] [ 58 ] [ 59 ] [ 60 ]        |
| Night Shift                                                  | Rob Chinery, Scott Chinery & Tommy Chinery | 2010 | zombie | [ 61 ]                             |
| Nightmare Alley, segment "A Fistful of Innards"              | Laurence Holloway & Scarlet Fry            | 2010 | first short story in anthology film | [ 62 ]                             |
| Paris by Night of the Living Dead                            | Grégory Morin                              | 2009 | zombie | [ 63 ] [ 64 ] [ 65 ]               |
| Re-Penetrator                                                | Doug Sakmann                               | 2004 | A pornographic spoof of Re-Animator. In 2006, the film was edited and added to the anthology LovecraCked! The Movie.                                                                          | [ 66 ] [ 67 ] [ 68 ] [ 69 ] [ 70 ] |
| Rising Up: The Story of the Zombie Rights Movement           | Laura Moss                                 | 2009 | BIFF 2009 Award Winner — Laura Moss (Indie Soul Best Director Award) | [ 71 ] [ 72 ] [ 73 ] [ 74 ]        |
| Scary or Die, segments "The Crossing", "Clowned"             | Michael Emanuel                            | 2012 | anthology film with segment on zombies, infected clowns | [ 75 ]                             |
| School of the Dead                                           | Sam Horsley                                | 2010 | zombie | [ 76 ] [ 77 ] [ 78 ] [ 79 ] [ 80 ] |
| School of the Dead (a.k.a. Liam Hooper's School of the Dead) | Liam Hooper                                | 2012 | zombie | [ 81 ] [ 82 ]                      |
| Slices of Life, segment "W.O.R.M."                           | Anthony G. Sumner                          | 2010 | first segment of anthology film, software hack turns people into "corporate zombies", although they do not really die first                                                                   | [ 83 ] [ 84 ]                      |
| Song of the Dead                                             | Chip Gubera                                | 2004 | Featured movie based on this short is Song of the Dead (2005). | [ 85 ] [ 86 ] [ 87 ]               |
| Still                                                        | Carl Timms                                 | 2016 | A living statue entertainer is caught up in the middle of a zombie outbreak. Surrounded on all sides with only his ability to stay very still to save him, he must work out a way to survive. | [ 88 ] [ 89 ] [ 90 ] [ 91 ]        |
| Stitched                                                     | Garth Ennis                                | 2011 | Necromanced "war zombies" | [ 93 ]                             |
| Street of the Dead                                           | Joe Pontillo                               | 2008 | zombie | [ 94 ] [ 95 ]                      |
| They Shall Pay with Rivers of Blood                          | Buck Anderson                              | 2009 | zombie | [ 96 ]                             |
| Undead Ted                                                   | Daniel Knight                              | 2007 | 7-minute short film | [ 97 ]                             |
| V/H/S, segment "Tape 56"                                     | Adam Wingard                               | 2012 | short story within anthology feature film |                                    |
| V/H/S/2, segment "A Ride in the Park"                        | Eduardo Sánchez and Gregg Hale             | 2013 | short story within anthology feature film | [ 98 ]                             |
| The Walken Dead                                              | Ryan Hunter                                | 2011 | Parody spoofs The Walking Dead TV series combining its theme with actor Christopher Walken movie quotes                                                                                       | [ 99 ] [ 100 ] [ 101 ]             |
| Worst Case Scenario (Woensdag Gehaktdag)                     | Richard Raaphorst                          | 2004 | DVD released in 2008 | [ 102 ] [ 103 ]                    |
| The Zombeatles: All You Need Is Brains                       | Doug Gordon                                | 2009 | Timeline: autumn 2008 – shot; 23 January 2009 – premiere; 1 April 2009 – DVD on demand. | [ 108 ] [ 110 ] [ 111 ] [ 112 ]    |
| Zombie Hunter                                                | Geoff Hamby                                | 2005 | zombie | [ 113 ]                            |
| Zombie in a Penguin Suit                                     | Chris Russell                              | 2011 | follows the path of an aquarium worker-turned zombie | [ 114 ]                            |
| Zombie Run                                                   | Damian Morter                              | 2013 | | [ 115 ]                            |
| Zombie Valley                                                | Darin Beckstead                            | 2003 | zombie | [ 116 ]                            |
| Zombie Vegetarians                                           | Mad Martian                                | 2004 | zombie | [ 117 ]                            |
| Zombie Warrior                                               | Daniel Flügger                             | 2007 | zombie | [ 118 ] [ 119 ]                    |
| Zombieworld                                                  | (multiple)                                 | 2014 | anthology of shorts | [ 120 ]                            |
| Zomblies                                                     | David M. Reynolds                          | 2010 | zombie | [ 65 ] [ 121 ]                     |

1. ↑  Jesse Baget, Adrián Cardona, Rafa Dengrá, Luke Guidici, Phil Haine, Cameron McCulloch, David Muñoz, Adam O'Brien, Zachary Ramelan, Paul Shrimpton, Vedran Marjanovic Wesker, Tommy Woodard

## Seriale TV
| Titlu                                   | Regizor/creator                    | An           | Note                                 | Ref.                    |
| --------------------------------------- | ---------------------------------- | ------------ | ------------------------------------ | ----------------------- |
| Black Summer                            | Karl Schaefer / John Hyams         | 2019         | serial TV                            | [ 122 ]                 |
| Dead Set                                | Charlie Brooker / Yann Demange     | 2008         | serial TV                            | [ 123 ]                 |
| Death Valley                            |                                    | 2011         | serial TV                            | [ 124 ]                 |
| Fear the Walking Dead                   |                                    | 2015–prezent | serial TV                            | [ 125 ]                 |
| Fight of the Living Dead                | Tony Valenzuela                    | 2015         | web-series                           | [ 126 ]                 |
| Highschool of the Dead                  | Tetsurō Araki                      | 2010         | serial TV                            | [ 127 ] [ 128 ] [ 129 ] |
| In the Flesh                            | Dominic Mitchell                   | 2013-2014    | serial TV                            | [ 130 ]                 |
| Is This a Zombie?                       | Takaomi Kanasaki                   | 2011         | serial TV                            | [ 131 ]                 |
| iZombie                                 | Rob Thomas / Diane Ruggiero-Wright | 2015–present | serial TV                            | [ 132 ]                 |
| Pushing Daisies                         | Bryan Fuller                       | 2007-2009    | serial TV                            | [ 133 ]                 |
| Sankarea                                | Shinichi Omata                     | 2012         | serial TV                            | [ 134 ]                 |
| The Santa Clarita Diet                  | Victor Fresco                      | 2016         | serial TV Netflix                    | [ 135 ]                 |
| The Walking Dead                        | Frank Darabont                     | 2010–prezent | TV series                            | [ 136 ] [ 137 ] [ 138 ] |
| The Walking Dead in the Hood            | Alex Gonzalez                      | 2016         | web-serial                           |                         |
| Woke Up Dead                            | Jon Heder                          | 2009         | web-serial                           | [ 139 ] [ 140 ]         |
| Xombie (a.k.a. Xombie: Dead on Arrival) | James Farr                         | 2003         | flash cartoons-series                | [ 141 ] [ 142 ]         |
| Z Nation                                | Karl Schaefer / Craig Engler       | 2014–present | serial TV                            | [ 143 ]                 |
| Zombie Hunters: City of the Dead        |                                    | 2007-2014    | serial TV                            | [ 144 ]                 |
| Zombie Roadkill                         | David Green                        | 2010         | serial TV scurt, transmis de Fearnet | [ 145 ]                 |